# بسام مولوي
بسام مولوي قاضٍ وسياسي لبناني، يشغل منصب وزير الداخلية والبلديات في حكومة نجيب ميقاتي الثالثة منذ سبتمبر 2021. تولى رئاسة الغرفة الابتدائية في بيروت، وكذلك رئيس محكمة جنايات الشمال.